# Gabriel Pagnerre
Eugène Gabriel Pagnerre, né le 4 octobre 1874 à Petite-Synthe et mort le 2 juin 1939 à Paris, est un architecte français.

## Biographie
Lui-même fils d'architecte installé lorsqu'il est encore tout jeune à La Madeleine, Gabriel Pagnerre est l'auteur de plus de 400 villas et maisons d'habitation dans la métropole lilloise, en particulier à Lille, La Madeleine, Marcq-en-Barœul, Wasquehal, Villeneuve-d'Ascq et Mons-en-Barœul où il a longtemps habité et installé son premier cabinet d'architecture. Ses réalisations sont marquées par une recherche constante de modernité, art nouveau avant 1914, Art déco au cours des années 1920, qui le conduira à se rapprocher de Robert Mallet-Stevens et de Le Corbusier vers la fin de sa carrière.
Il est fait chevalier de la Légion d'honneur par le décret du 19 février 1921.
Il est inhumé au cimetière du Père-Lachaise (87e division, case 24720).

## Galerie Photos

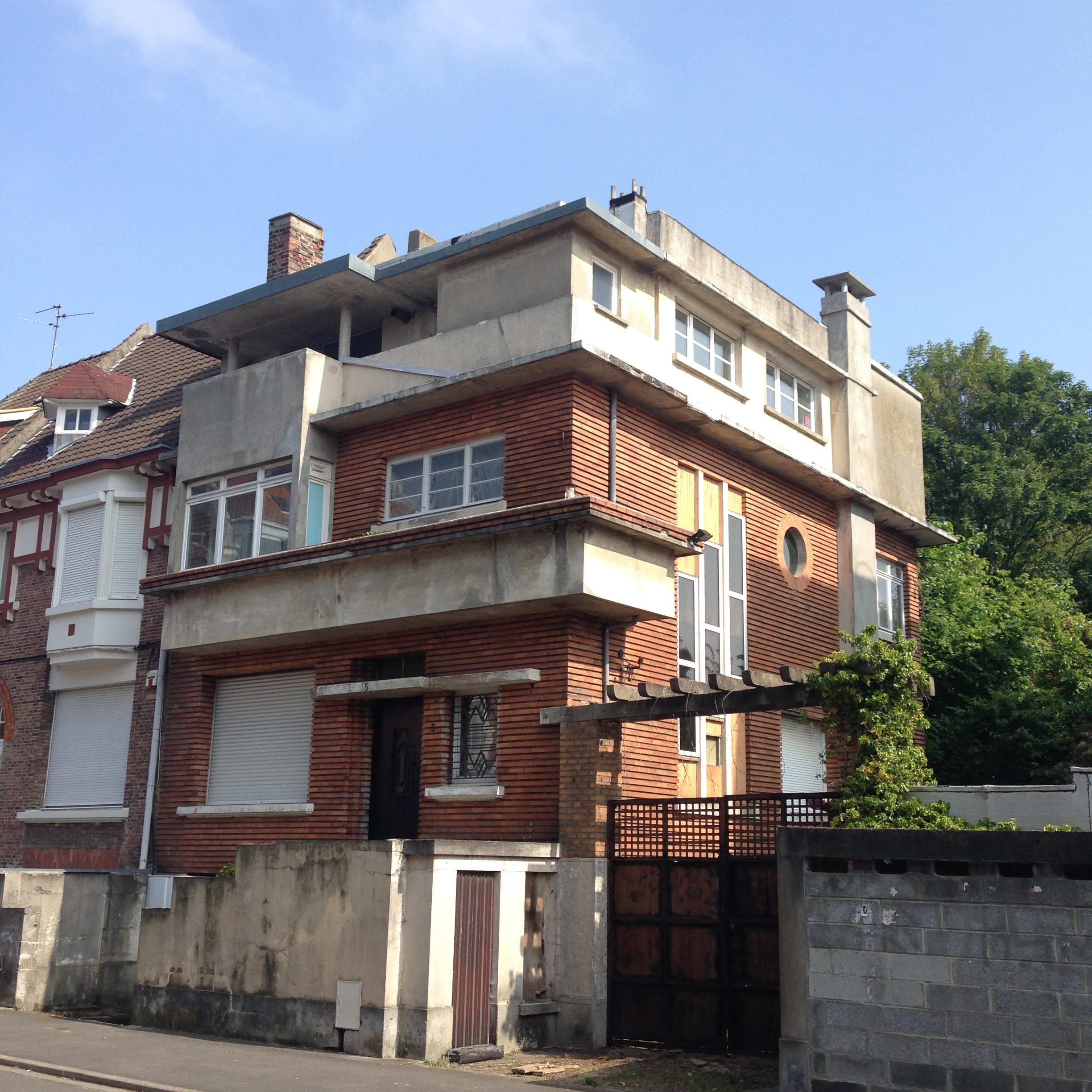
5 rue César Franck Lille
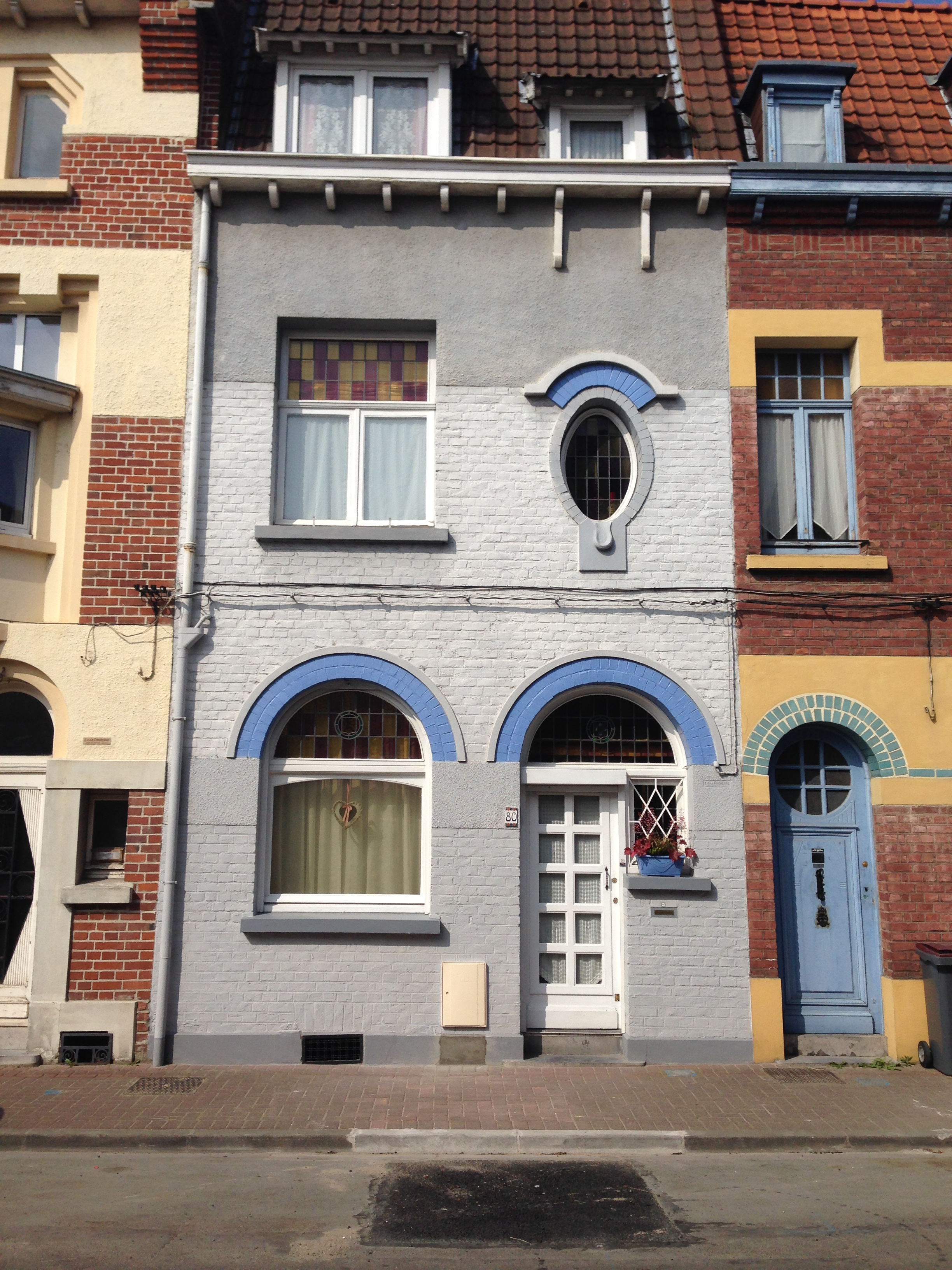
80 rue Claude Lorrain, Lille
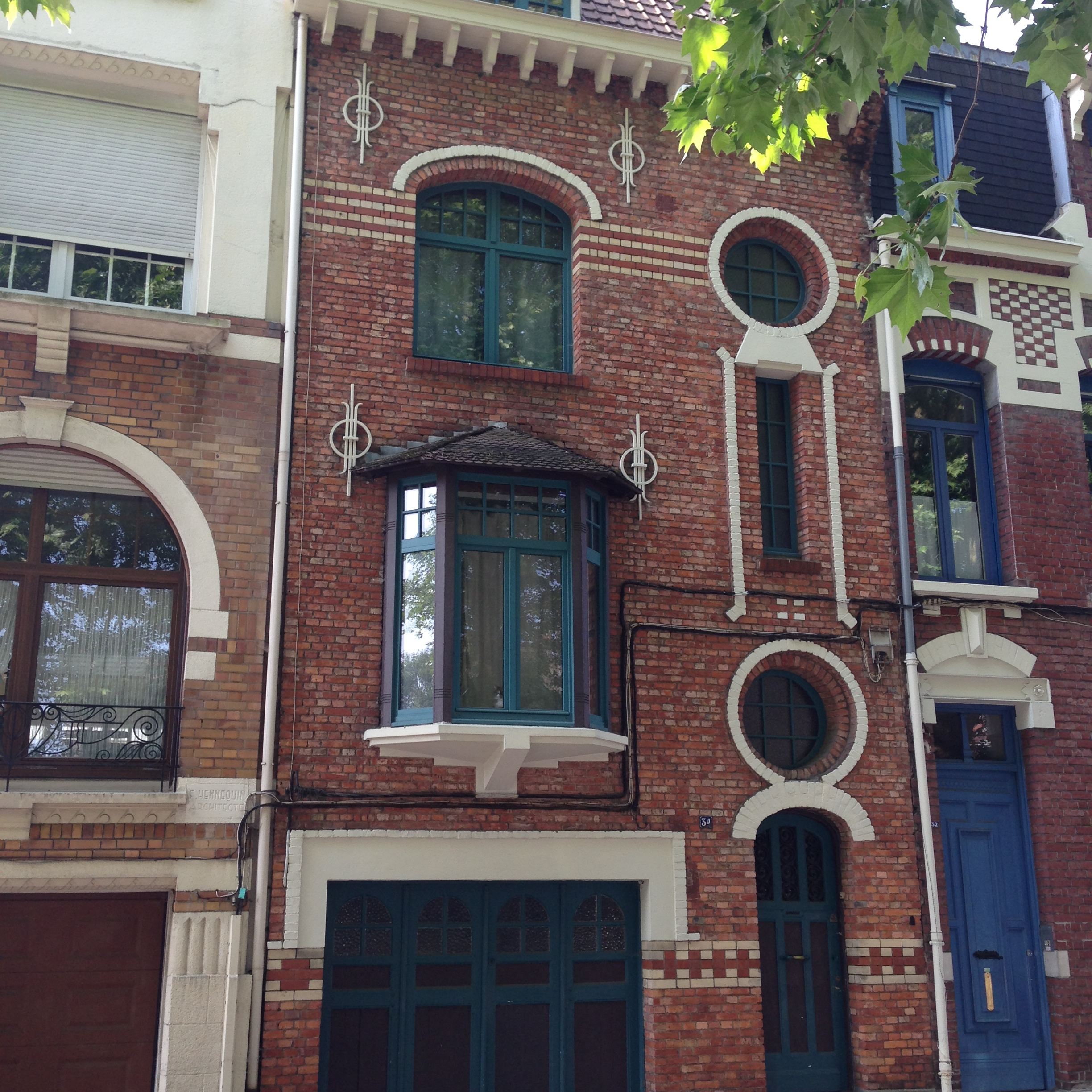
34 place Alexandre Dumas, Lille
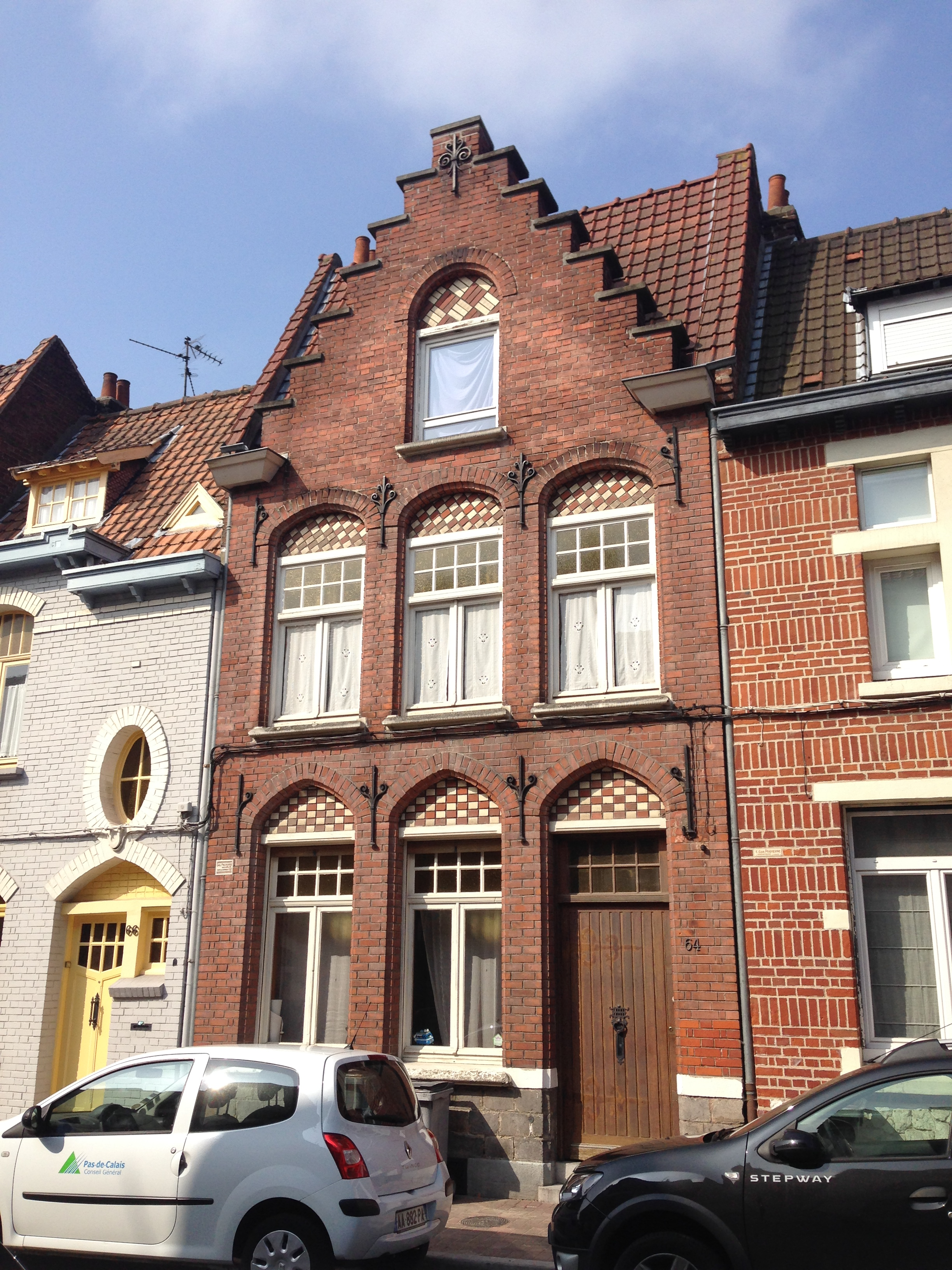
56 rue Claude Lorrain, Lille
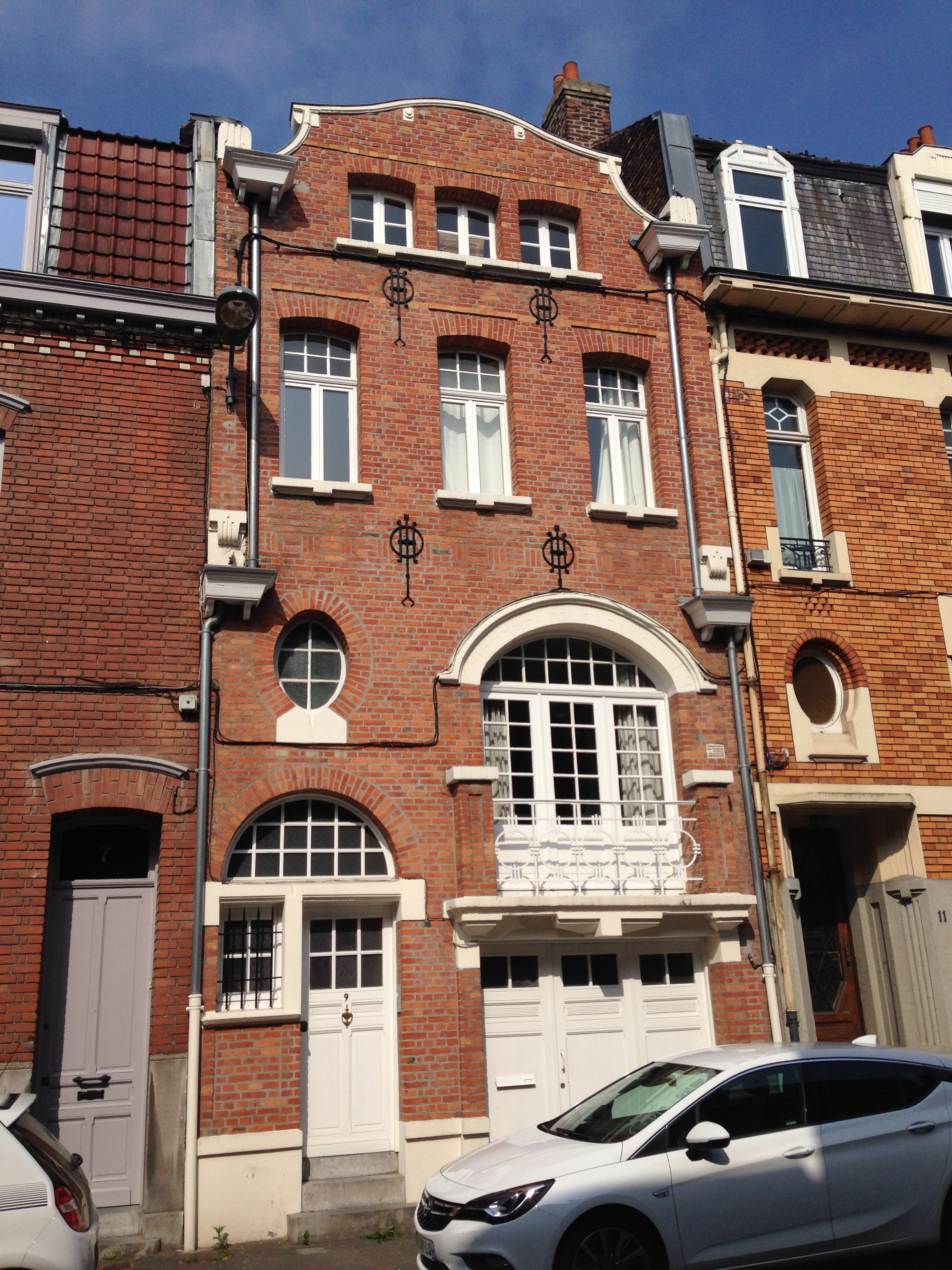
9 rue Chanzy, Lille
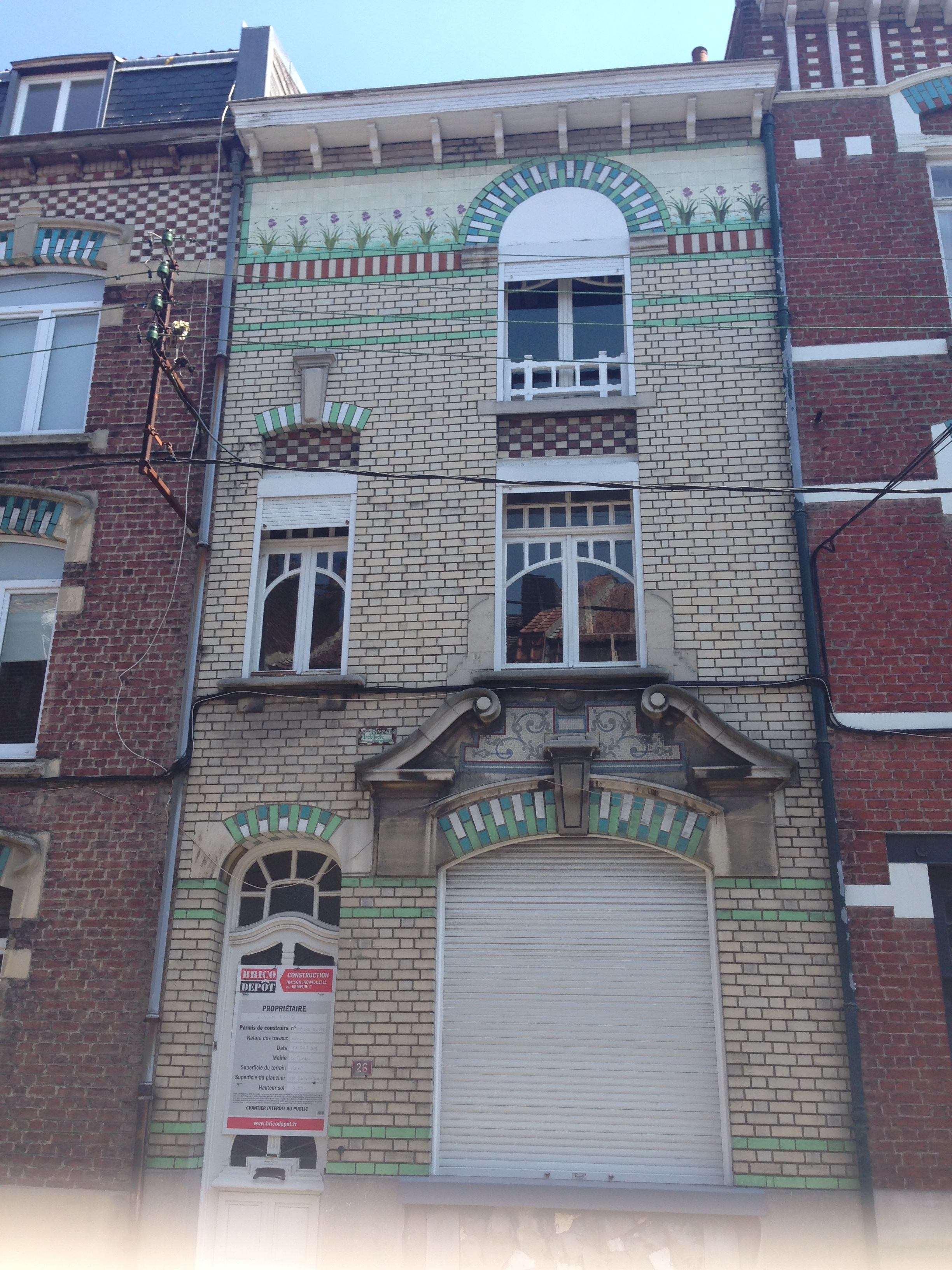
Les Iris 26 rue Faidherbe La Madeleine
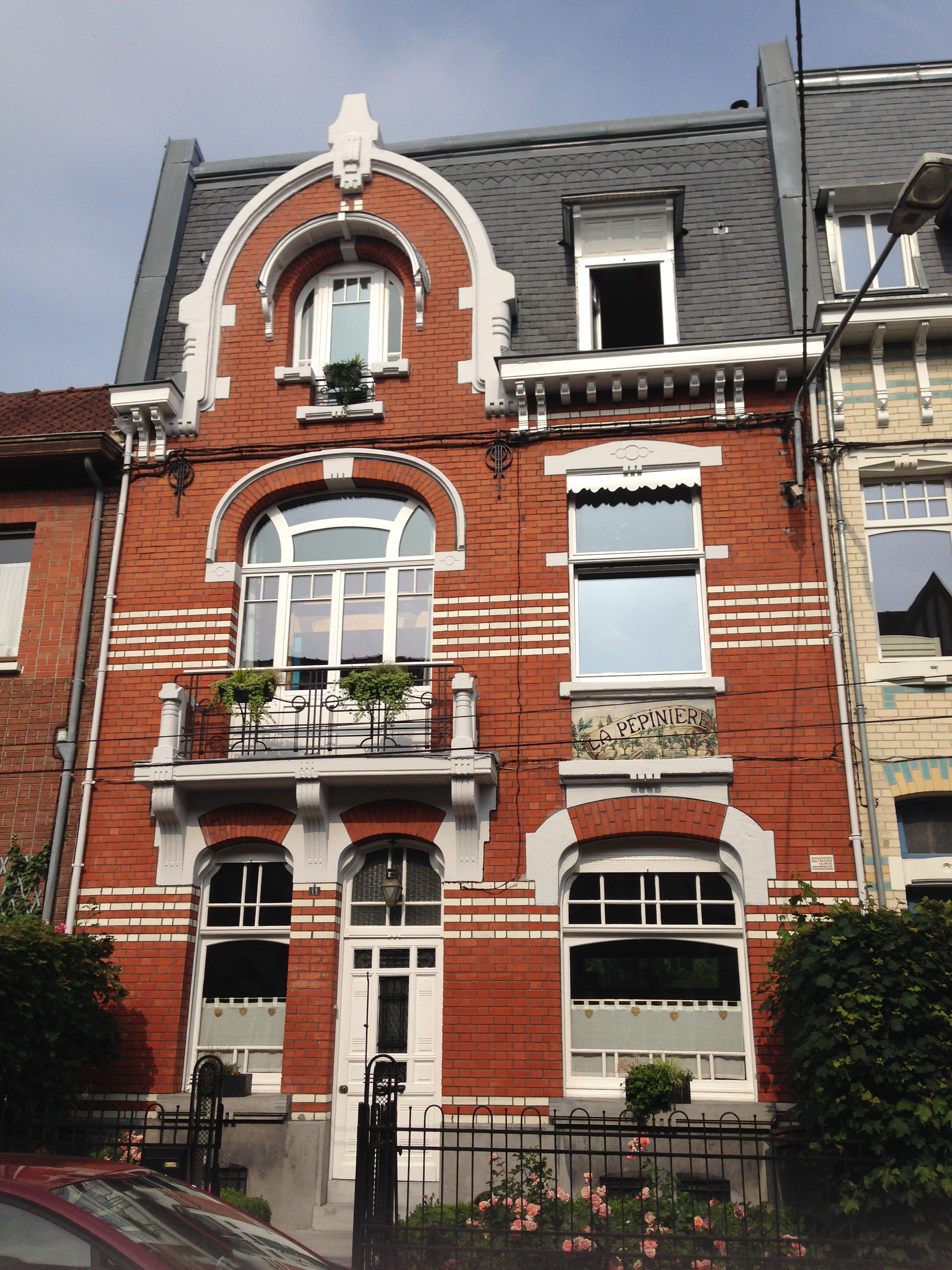
Villa La Pépinière Mons-en-Baroeul
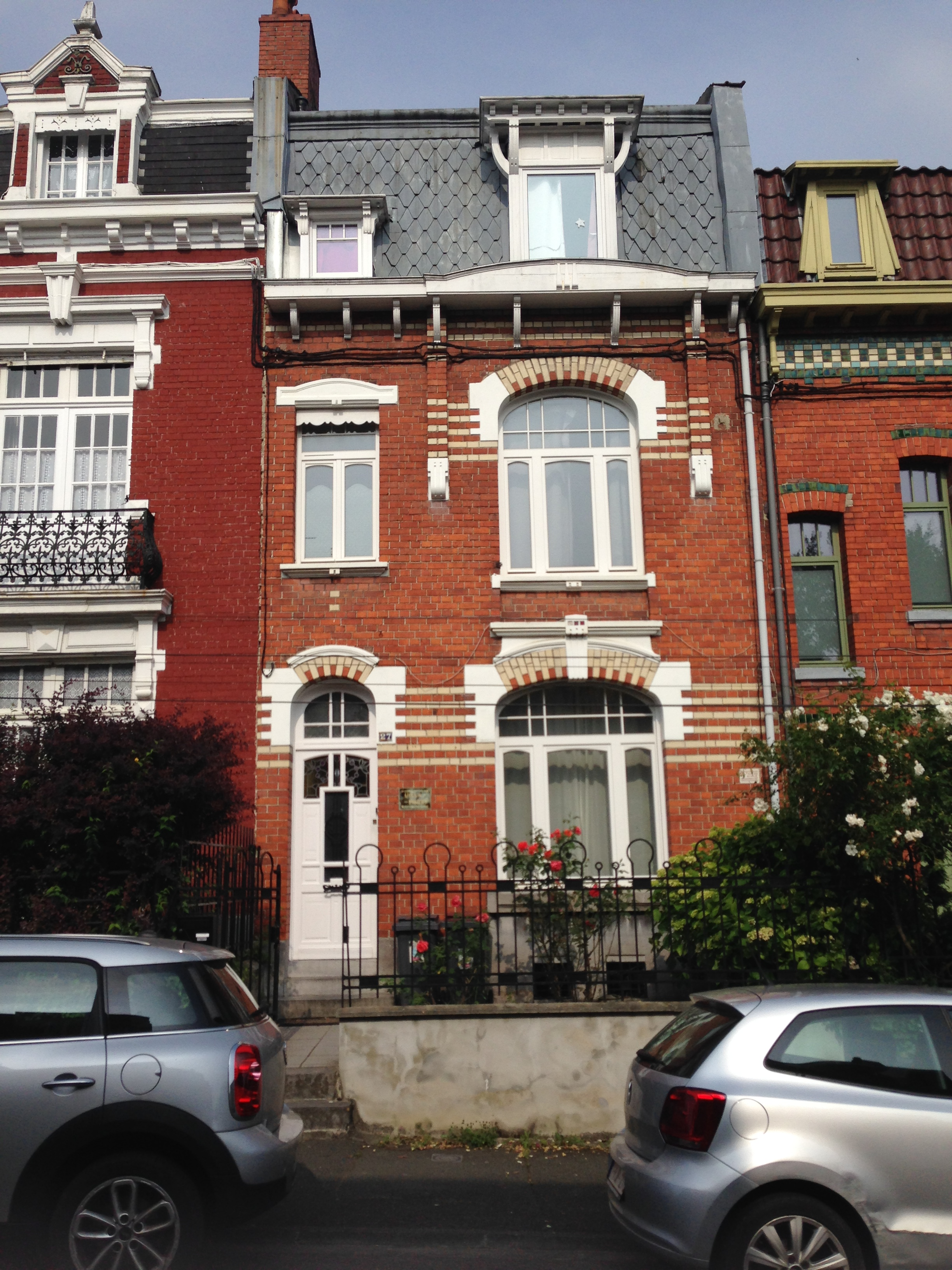
Villa Fanny Mons-en-Baroeul